# تشاه علي باقري (اسفندار)
تشاه علي باقري (بالإنجليزية: Chah-e Ali Baqery)‏ هي منطقة سكنية تقع في إيران في يزد.